# کولونگا خووووینکی
کولونگا خووووینکی (به لهستانی:  Kolonia Hołowienki) یک روستا در لهستان است که در گمینا سابنگه واقع شده‌است.